# Most Avonmouth
Most Avonmouth (ang. Avonmouth Bridge) – most przechodzący nad rzeką Avon, na zachód od Bristolu, w Wielkiej Brytanii. Przez most przebiega autostrada M5. Został oddany do użytku w roku 1974.

## Konstrukcja
Ma długość 1388 m oraz 40 m wysokości. Most składa się z 18 przęseł, a najdłuższe mierzy 164 m długości. Jest wykonany z żelbetu.

## Historia
Prace rozpoczęto w 1969 roku, a budowę ukończono w 1974 roku. Składał się z 3 pasów w każdym kierunku oraz pobocza. Został zaprojektowany przez Freeman Fox & Partners. Wartość projektu, który wykonywała firma Fairfield-Mabey, wyniosła 4,2 mln funtów. W trakcie prac, w maju 1971 roku, konieczne były zmiany w projekcie mające na celu wzmocnienie konstrukcji, co spowodowało półtora roczne opóźnienie.
W 1990 roku niezbędna była renowacja oraz zwiększenie wytrzymałości mostu z powodu wzrostu ruchu samochodowego.